# Горелка
Горелката е устройство за образуване на смес от газообразно, течно или твърдо гориво с въздух или кислород и за подаването ѝ към мястото на изгаряне. Намира приложение в котелни, пещни и други инсталации, за заваряване и т.н.
- Горелката за твърди горива представлява система за подаване на смес от гориво и „първичен“ въздух и отделно подаване на „вторичен“ въздух. В зависимост от това дали подаваният отделно („вторичен“) въздух бива завихрян, или не, се различават съответно вихрови и правотокови горелки.
- Горелките за течни горива се различават по начина на разпръскване на течното гориво. При механичните горелки разпръскването е за сметка на кинетичната енергия на течността. Ежекционните горелки се възползват от ежекционното действие на струя пара. При третия вид горелки за течно гориво – ротационните – горивото се разпръсква под действието на изтичаща въздушна струя.
- Горелките за газови горива се различават според вида на смесване на горивото с въздух - външно, непълно външно и вътрешно. Според налягането, под което работят, биват горелки с ниско налягане (до 5 kPa), със средно налягане (5 – 300 kPa), и с високо налягане (над 300 kPa).